# Ксав'єр Макденіел
Ксав'єр Моріс Макденіел (англ. Xavier Maurice McDaniel, нар. 4 червня 1963, Колумбія, Південна Кароліна, США) — американський професіональний баскетболіст, що грав на позиціях легкого форварда і важкого форварда за низку команд НБА.

## Ігрова кар'єра
На університетському рівні грав за команду Вічита Стейт (1981–1985). Був найрезультативнішим гравцем всієї NCAA.
1985 року був обраний у першому раунді драфту НБА під загальним 4-м номером командою «Сіетл Суперсонікс». Захищав кольори команди із Сіетла протягом наступних 5 сезонів. За підсумками дебютного сезону зайняв друге місце у голосуванні за новачка року НБА, поступившись лише Патріку Юінгу. Також допоміг команді дійти до фіналу Західної конференції.
З 1990 по 1991 рік грав у складі «Фінікс Санз», куди був обміняний на Едді Джонсона та два драфт-піки.
1991 року перейшов до «Нью-Йорк Нікс», у складі якої провів наступний сезон своєї кар'єри.
Наступною командою в кар'єрі гравця була «Бостон Селтікс», за яку він відіграв 3 сезони.
З 1995 по 1996 рік грав у складі грецької команди «Іракліс». Разом з командою доходив до фіналу кубка Греції 1996 року.
Останньою ж командою в кар'єрі гравця стала «Нью-Джерсі Нетс», до складу якої він приєднався 1996 року і за яку відіграв 2 сезони.

## Статистика виступів в НБА

### Регулярний сезон
| Сезон            | Команда                           | GP  | GS  | MPG  | FG%  | 3P%  | FT%  | RPG | APG | SPG | BPG | PPG  |
| ---------------- | --------------------------------- | --- | --- | ---- | ---- | ---- | ---- | --- | --- | --- | --- | ---- |
| 1985–86          | «Сіетл Суперсонікс»               | 82  | 80  | 33.0 | .490 | .200 | .687 | 8.0 | 2.4 | 1.2 | 0.5 | 17.1 |
| 1986–87          | «Сіетл Суперсонікс»               | 82  | 82  | 37.0 | .509 | .214 | .696 | 8.6 | 2.5 | 1.4 | 0.6 | 23.0 |
| 1987–88          | «Сіетл Суперсонікс»               | 78  | 77  | 34.7 | .488 | .280 | .715 | 6.6 | 3.4 | 1.2 | 0.7 | 21.4 |
| 1988–89          | «Сіетл Суперсонікс»               | 82  | 10  | 29.1 | .489 | .306 | .732 | 5.3 | 1.6 | 1.0 | 0.5 | 20.5 |
| 1989–90          | «Сіетл Суперсонікс»               | 69  | 67  | 35.2 | .496 | .294 | .733 | 6.5 | 2.5 | 1.1 | 0.5 | 21.3 |
| 1990–91          | «Сіетл Суперсонікс»-«Фінікс Санз» | 81  | 79  | 35.3 | .490 | .000 | .710 | 6.3 | 2.4 | 1.2 | 0.5 | 18.8 |
| 1991–92          | «Нью-Йорк Нікс»                   | 82  | 82  | 28.6 | .478 | .308 | .714 | 5.6 | 1.8 | 0.7 | 0.3 | 13.7 |
| 1992–93          | «Бостон Селтікс»                  | 82  | 27  | 27.0 | .495 | .273 | .793 | 6.0 | 2.0 | 0.9 | 0.6 | 13.5 |
| 1993–94          | «Бостон Селтікс»                  | 82  | 5   | 24.0 | .461 | .244 | .676 | 4.9 | 1.5 | 0.6 | 0.5 | 11.3 |
| 1994–95          | «Бостон Селтікс»                  | 68  | 15  | 21.0 | .451 | .286 | .712 | 4.4 | 1.6 | 0.4 | 0.3 | 8.6  |
| 1996–97          | «Нью-Джерсі Нетс»                 | 62  | 5   | 18.9 | .389 | .200 | .730 | 5.1 | 1.0 | 0.6 | 0.3 | 5.6  |
| 1997–98          | «Нью-Джерсі Нетс»                 | 20  | 0   | 9.0  | .333 | –    | .625 | 1.6 | 0.5 | 0.2 | 0.1 | 1.3  |
| Кар'єра          | Кар'єра                           | 870 | 529 | 29.0 | .485 | .261 | .718 | 6.1 | 2.0 | 0.9 | 0.5 | 15.6 |
| Матчі всіх зірок | Матчі всіх зірок                  | 1   | 0   | 13.0 | .111 | –    | –    | 2.0 | 0.0 | 0.0 | 0.0 | 2.0  |

### Плей-оф
| Сезон   | Команда             | GP | GS | MPG  | FG%  | 3P%  | FT%  | RPG | APG | SPG | BPG | PPG  |
| ------- | ------------------- | -- | -- | ---- | ---- | ---- | ---- | --- | --- | --- | --- | ---- |
| 1987–88 | «Сіетл Суперсонікс» | 14 | 14 | 37.7 | .488 | .200 | .607 | 8.4 | 3.0 | 1.5 | 0.6 | 20.3 |
| 1988–89 | «Сіетл Суперсонікс» | 5  | 5  | 36.0 | .556 | .500 | .500 | 9.6 | 5.0 | 0.6 | 0.2 | 21.2 |
| 1989–90 | «Сіетл Суперсонікс» | 8  | 8  | 35.1 | .403 | .333 | .756 | 8.4 | 2.8 | 0.3 | 0.6 | 18.8 |
| 1991–92 | «Фінікс Санз»       | 4  | 4  | 25.3 | .415 | .000 | .667 | 3.8 | 1.3 | 0.0 | 0.5 | 9.5  |
| 1992–93 | «Нью-Йорк Нікс»     | 12 | 12 | 38.2 | .477 | .250 | .735 | 7.2 | 1.9 | 0.8 | 0.2 | 18.8 |
| 1993–94 | «Бостон Селтікс»    | 4  | 0  | 31.5 | .415 | .000 | .667 | 4.5 | 2.3 | 0.3 | 0.8 | 12.5 |
| 1995–96 | «Бостон Селтікс»    | 4  | 0  | 14.8 | .294 | .000 | .750 | 1.5 | 1.3 | 0.0 | 0.0 | 3.3  |
| Кар'єра | Кар'єра             | 51 | 43 | 34.0 | .464 | .282 | .667 | 7.0 | 2.6 | 0.7 | 0.4 | 17.0 |